# Cosmianthemum guangxiense
Cosmianthemum guangxiense là một loài thực vật có hoa trong họ Ô rô. Loài này được H.S.Lo & D.Fang mô tả khoa học đầu tiên năm 1997.